# Reinerio Álvarez Saavedra
Reinerio Álvarez Saavedra (Oviedo, 3 de diciembre de 1962 - 28 de noviembre de 2020) fue un político  del Partido Popular de Asturias y diputado del Grupo Parlamentario Popular en la Junta General del Principado de Asturias.
Está licenciado en Ciencias Políticas y de la Administración Pública y Sociológica y tiene un máster en Gerencia de Empresas de Economía Social. Cursa estudios de tercer ciclo en la Universidad de Oviedo.
Reiniero Álvarez comenzó su carrera política en las filas del Partido Demócrata Popular, (PDP), de donde pasó al Partido Popular, siendo Vicepresidente Regional de Nuevas Generaciones en el periodo de 1989 a 1991.
Fue Secretario Regional del Partido Popular de Asturias y es diputado regional desde mayo de 1995, habiendo actuado como portavoz del Grupo Parlamentario Popular en la IV Legislatura. Fue, además, uno de los tres ponentes del PP en la reforma estatutaria, junto con Ovidio Sánchez Díaz y Joaquín Aréstegui.
En la crisis surgida en el Partido Popular en 2010, apoyó la candidatura de Francisco Álvarez-Cascos a la Presidencia del Principado.
| Predecesor: Isidro Fernández Rozada | Secretario Regional del Partido Popular de Asturias | Sucesor: Fernando Goñi Merino |